# Maîtrise de Bretagne
La Maîtrise de Bretagne (originellement Maîtrise de Haute-Bretagne) est un chœur d'enfants créé en 1989 par le chef de chœur breton Jean-Michel Noël. Elle offre aux choristes une formation musicale autour de la voix en horaires aménagés. Cette formation basée à Rennes s'effectue en collaboration avec le CRR  de Rennes et est notamment financée par le Conseil régional de Bretagne, le Conseil général d'Ille-et-Vilaine et la DRAC Bretagne et la Ville de Rennes. 
Cet ensemble a été fondé et est dirigé jusqu'en 2019 par Jean-Michel Noël. Maud Hamon-Loisance dirige le chœur depuis cette date.

## Prix
En 2008, son enregistrement du Te Deum de Marc-Antoine Charpentier reçoit le label « Les Indispensables de Diapason » décerné par Diapason et France Musique.

## Anciens élèves
Quelque 400 élèves ont été formés par la maîtrise depuis sa création. Parmi eux, certains ont fait carrière comme chanteurs tels le contreténor Damien Guillon, l'alto Hélène Moulin, les sopranos Inès Lorans,  Maïlys de Villoutreys, les mezzo-soprano Stéphanie d'Oustrac , Brenda Poupard (Maîtrise de Vannes). L'artiste Vanasay Khamphommala a également été formé dans ce chœur. 

## Collaborations
La maîtrise a collaboré avec les Arts florissants de Wiliam Christie, le Parlement de Musique, le Banquet Céleste de Damien Guillon, l'Opéra de Rennes, l'Orchestre de Bretagne ou les artistes de musique électronique Olli et Shane Jonas.

## Discographie
- Requiem de Tomas Luis de Victoria
- Kanennou Ar Feiz  - édité en 1998
- 12 des chants Barzaz Breiz par Yann-Fañch Kemener et la Maîtrise de Bretagne ; 1999
- Te Deum H.146, In honorem Sancti Ludovici Regis Galliae canticum H.365 et H.418, Psaume de David H.206 de Marc-Antoine Charpentier (avec Martin Gester, Le Parlement de Musique) ; novembre 2000 ; édité par Opus 111
- Stabat Mater SdB.8 de Sébastien de Brossard
- Requiem de Gabriel Fauré
- Mélodies et chansons, 2004
- Te Deum H.146, Psaumes des Ténèbres, H.126, H.228, H.128, H.230, H.129, H.206, de Marc-Antoine Charpentier (à la Chapelle royale de Versailles), Le Parlement de Musique, dir. Martin Gester. DVD Lucida productions, 2005
- Messe à grand chœur et symphonie de Jacques-Antoine Denoyé - Motet d'après Vivaldi de Michel Corrette (avec Martin Gester et Le Parlement de Musique) ; mars 2008 ; édité par le Festival d'Ambronay
- Chants de Noël - 2009 - édité par Yves Rocher
- Vêpres de Nicola Porpora avec Le Parlement de Musique, dir. Martin Gester. Editions Ambronay, 2012

## Retransmissions médiatiques
La Maîtrise s'est produite lors de la cérémonie d'ouverture du Tour de France 1993 au Puy-du-Fou qui a été retransmis par France 2 le 2 juillet 1993.
En 2005, un de ses concerts à Versailles a fait l'objet de retransmissions sur les chaînes Mezzo et Arte[réf. nécessaire]. La même année, France Musique diffuse pour sa soirée de noël son interprétation de l'oratorio de noël de Jean-Sébastien Bach avec le Parlement de Musique enregistré au Théâtre des Champs-Élysées.